# Немецкое палеонтологическое общество
Немецкое палеонтологическое общество (нем. Paläontologische Gesellschaft) — ассоциация немецких палеонтологов. Является некоммерческим объединением, базирующимся во Франкфурте-на-Майне.

## История
Ассоциация была создана 12 августа 1912 года в Грайфсвальде по инициативе Отто Йекеля в присутствии еще 33 участников, в числе которых были:  Richard Bärtling,  Сергей Бубнов, Arthur Dannenberg, Wilhelm Deecke, Hermann Fischer, Фриц Фрех, Фридрих фон Хюне, Эрнст Кальковский, Paul Gustaf Krause, Erich Krenkel, Richard Lachmann, Victor Madsen, Hans Menzel, Hans Philipp, Йозеф Помпецки, Hermann Rauff, Carl Renz, Wolfgang Soergel, Александр Торнквист, Emil Wepfer, Rudolf Wilckens, Ewald Wüst, Johann Wysogorski и Ernst Zimmermann.
Первое общее собрание было проведено 5 и 6 сентября 1912 года в отеле Weißes Roß в Хальберштадте; 6 сентября был образован временный совет, в который вошли  Йекель (президент), Фрех и Помпецки (вице-президенты), а также были назначены секретари (Gustav von Arthaber и Friedrich von Huene) и казначей (Paul Gustaf Krause) общества.
Палеонтологическое общество изначально было основано как международное. На момент его основания было подано 143 заявки на членство, в настоящее время общество насчитывает более 1000 членов. 

## Деятельность
Палеонтологическое общество ежегодно организовывает симпозиум и издаёт Palaontologische Zeitschrift («Палеонтологический журнал»), выходящий четыре раза в год и включенный в Science Citation Index (SCI). 
За особые достижения в области палеонтологии общество ежегодно присуждает медаль Циттеля за выдающиеся заслуги непрофессиональных членов, премию Тилли Эдингера (нем. Tilly Edinger Preis) для молодых ученых и премию Фридриха фон Альберти за особые научные заслуги.
В настоящее время Исполнительный совет Палеонтологического общества состоит из президента, трех вице-президентов, трех секретарей, казначея и главного редактора палеонтологического журнала.